# Humberta Hernández Tovar
Humberta Hernández Tovar är en ort i Mexiko.   Den ligger i kommunen Atlapexco och delstaten Hidalgo, i den sydöstra delen av landet, 190 km norr om huvudstaden Mexico City. Humberta Hernández Tovar ligger 181 meter över havet och antalet invånare är 104.
Terrängen runt Humberta Hernández Tovar är huvudsakligen lite kuperad. Humberta Hernández Tovar ligger nere i en dal. Runt Humberta Hernández Tovar är det ganska tätbefolkat, med 96 invånare per kvadratkilometer. Närmaste större samhälle är Huejutla de Reyes, 15,4 km nordväst om Humberta Hernández Tovar. I omgivningarna runt Humberta Hernández Tovar växer i huvudsak städsegrön lövskog.